# Coronel Adalberto Tejeda
Coronel Adalberto Tejeda är en ort i Mexiko.   Den ligger i kommunen Las Choapas och delstaten Veracruz, i den sydöstra delen av landet, 600 km öster om huvudstaden Mexico City. Coronel Adalberto Tejeda ligger 31 meter över havet och antalet invånare är 171.
Terrängen runt Coronel Adalberto Tejeda är huvudsakligen platt, men söderut är den kuperad. Runt Coronel Adalberto Tejeda är det ganska glesbefolkat, med 39 invånare per kvadratkilometer. Närmaste större samhälle är Francisco Martínez Gaytán, 12,9 km norr om Coronel Adalberto Tejeda. Trakten runt Coronel Adalberto Tejeda består till största delen av jordbruksmark.